# 228P/LINEAR
La comète LINEAR, officiellement 228P/LINEAR, est une comète périodique du système solaire, découverte le 17 décembre 2001 par le programme LINEAR.